# Фельдман, Евгений Олегович
Евге́ний Оле́гович Фе́льдман (род. 24 февраля 1991, Нойбург-ан-дер-Донау, Германия) — российский фотограф и фотокорреспондент.

## Биография
Вырос в Москве, окончил факультет психологии МГУ имени М. В. Ломоносова. Профессионально заниматься фотографией начал в 2009 году: был концертным фотографом, работал с группой ДДТ. Фотография Фельдмана стала обложкой альбома «Рабкор Live» группы «Ляпис Трубецкой».
В 2010 году начал снимать репортажи на общественные и политические темы. Первой такой съёмкой, которую Фельдман сделал в качестве профессионального фотографа, стало оглашение приговора Михаилу Ходорковскому по второму делу:

Я только договорился с «Новой газетой», между нами ещё не было юридических отношений. Газету я искал для того, чтобы аккредитовываться на спорт и концерты. В тот день ввели план «крепость», перегородили улицу, досматривали документы на пешеходном мосту через реку, но я спокойно прошёл в суд, потом в зал заседаний, снимал три из четырёх дней процесса и делал всё это по сезонной аккредитации Sports.ru на КХЛ. <…> Показал её приставу на дурака, и меня пустили.— Из интервью сайту Sports.ru
С 2012 по 2016 год был штатным фотографом «Новой газеты». Также постоянно сотрудничал с изданием Mashable. Снимал последствия наводнения в Крымске, массовые протесты в Москве 2011—2012 годов, освещал дело «Кировлеса» против Алексея Навального. Опубликовал фотопроект о милитаризации российского общества. В 2014 году стал лауреатом конкурса Best of Russia.
В 2016 году стал независимым фотографом. Работал с онлайн-изданиями «Медуза» и Republic, Svenska Dagbladet, газетой «Ведомости» и журналом GQ Russia.
В 2014 году Евгений Фельдман выпустил в Москве фотоальбом «Врозь», куда вошли снимки, сделанные на Майдане, в Крыму и на востоке Украины. Средства на издание альбома были собраны через платформу Planeta.ru; на тот момент он поставил краудфандинговый рекорд Рунета. В 2015 году альбом был переиздан в Киеве. В августе 2018 года он был распродан, и Фельдман выложил его в свободный доступ на своем сайте.
В марте 2017 года вышел второй фотоальбом Фельдмана — «Супервторник и другие дни недели», посвящённый жизни и выборам в США. В августе того же года появился третий альбом — «Спартак. Золото», хроника чемпионского сезона ФК «Спартак» 2016/17 годов. Средства на обе книги также были собраны с помощью краудфандинга.
В апреле 2017 года Фельдман запустил независимый фотопроект «Это Навальный», где он показывает изнанку президентской кампании Алексея Навального.
В 2018 году начал выпускать глянцевый самиздат СВОЙ — непериодическое издание для публикации фотоисторий (как своих собственных, так и других фотографов; так, второй выпуск был посвящён снимкам Сергея Пономарёва, четвёртый — фотографиям Игоря Мухина про девяностые, а шестой — подводным и пещерным фото Виктора Лягушкина). Средства на выпуск собираются через краудфандинг.
С 2021 по 2025 год работал фоторедактором в интернет-издании «Meduza».
В январе 2022 года объявил об отъезде из России в связи с волной репрессий против лиц, работавших с Алексеем Навальным. Живёт и работает в Латвии. После начала полномасштабного российского вторжения в Украину ежедневно собирает для «Медузы» подборки главных снимков с войны. С января 2024 года ведёт YouTube-канал об американской политике.

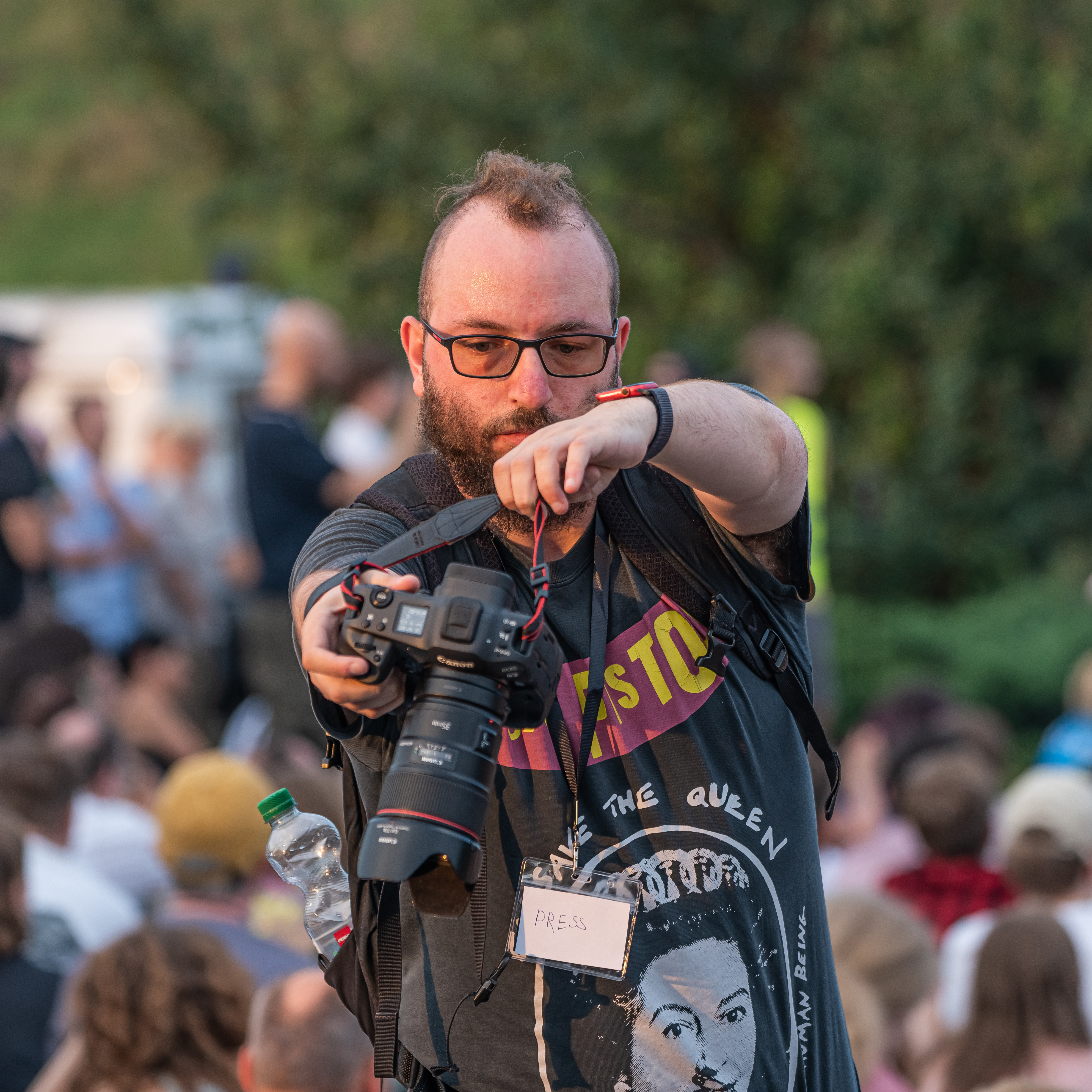
На работе, 2024 год

В 2024 году вышла книга Евгения Фельдмана «Мечтатели против космонавтов. Отвага и трагедия антипутинского протеста» — рассказ о протестном движении в России, Украине и Беларуси в период с 2010 года по январь 2022 года.
В феврале и марте 2025 года работы фотографа были показаны в Goldstone Gallery в Мельбурне на его личной выставке, посвящённой памяти Алексея Навального.
30 мая 2025 года был включён Министерством юстиции РФ в реестр «иноагентов».

## Награды
В 2017 году получил премию «Профессия — журналист» фонда «Открытая Россия» в номинации «Фотоистория» за фотопроект «Это Навальный».
В 2024 году получил премию «Редколлегия» за фотопроект «Это Навальный».